# 만경 김씨
만경 김씨(萬頃金氏)는 전북특별자치도 김제시 만경군을 본관으로 하는 한국의 성씨이다.
시조 김희제는 김알지의 후손이며, 고려의 장군으로서 금나라의 침입을 막아냈다. 

## 참고 자료
- “만경김씨(萬頃金氏)”. 뿌리를 찾아서.[깨진 링크(과거 내용 찾기)]